# Parc éolien de Clitourps
Le parc éolien de Clitourps est un parc éolien se situant sur la commune de Clitourps dans la Manche et exploité par EDF énergies nouvelles.